# William Stubbs (homme politique canadien)
William Stubbs (11 juillet 1847-28 décembre 1926) est un homme politique canadien de l'Ontario. Il est député fédéral conservateur indépendant de la circonscription ontarienne de Cardwell à la suite d'une élection partielle en 1895 jusqu'en  1900.

## Biographie
Né à Caledon Township (en) dans le Canada-Ouest, Stubbs est né de parents provenant du comté de Fermanagh en Irlande. Il étudie à l'école publique et au Veterinary College of Medicine de Toronto d'où il gradue en mars 1868. Chirurgien vétérinaire du gouvernement de l'Ontario pour les districts de Peel et de Cardwell, il exerce également la fonction de préfet du canton de Caledon pendant plusieurs années. 
Candidat défait lors d'une élection partielle en 1888, il est élu par acclamation député lors d'une élection partielle en 1895 et réélu en 1896. Il est défait en 1900.